# Ikiru Sainō
IKIRU SAINŌ (イキルサイノウ?, Ikiru Sainō) è il quinto album della band giapponese The Back Horn, il terzo con una major. Il titolo è traslitterato in maiuscolo perché nell'originale è stato usato il katakana invece del più comune kanji+hiragana, con lo scopo di enfatizzare le parole.

## Tracce
1. Wakusei Melancholy (惑星メランコリー, Wakusei Merankorī)
2. Hikari no Kesshō (光の結晶)
3. Kodokuna Senjō (孤独な戦場)
4. Kōfukuna Nakigara (幸福な亡骸)
5. Hanabira (花びら)
6. Platonic Fuzz (プラトニックファズ, Puratonikku Fazu)
7. Seimeisen (生命線)
8. Hane ~Yozora o Koete~ (羽根～夜空を越えて～)
9. Akame no Rojō (赤眼の路上)
10. Joker (ジョーカー, Jōkā)
11. Mirai (未来)